# Francourville
Francourville – miejscowość i gmina we Francji, w Regionie Centralnym, w departamencie Eure-et-Loir.
Według danych na rok 1990 gminę zamieszkiwało 805 osób, a gęstość zaludnienia wynosiła 44 osoby/km² (wśród 1842 gmin Regionu Centralnego Francourville plasuje się na 487. miejscu pod względem liczby ludności, natomiast pod względem powierzchni na miejscu 729.).